# Novo Banco
Novo Banco est la troisième banque portugaise, née en août 2014 du sauvetage de Banco Espirito Santo (BES). Novo Banco, un temps contrôlée par le Fonds de résolution des banques portugaises, créé en 2012 à la demande des autorités européennes pour affronter les crises bancaires, est depuis octobre 2017 contrôlée à hauteur de 75 % du capital par le fonds de pension texan Lone Star Funds. Novo Banco, qui regroupe les actifs sains de BES, a été renflouée à hauteur de 4,9 milliards d'euros alimenté par les banques opérant au Portugal,.

## Histoire

### 1915 - 1980: développement, nationalisation
En 1915, les héritiers de l'homme d'affaires José Maria do Espírito Santo e Silva créent la banque Casa Bancária Espírito Santo Silva & Cª, qui devient en 1920 une société anonyme et adopte le nom de Banco Espírito Santo. En 1937, la banque fusionne avec la Banco Comercial de Lisboa, pour devenir Banco Espírito Santo e Comercial de Lisboa (BESCL) (qui redeviendra BES en 1999). Jusque dans les années 1970, la BESCL se développe à l'international, principalement aux États-Unis, en Angola et au Royaume-Uni. En 1975, la banque est nationalisée et le marché national portugais lui est alors retiré, ce qui pousse la banque à poursuivre son développement au Brésil, en Suisse, en France, et le tout culminant avec la création du holding de la banque au Luxembourg.

### 1986 - 2014: diversification
Son retour au Portugal débute en 1986 sous les enseignes Banco Internacional de Crédito (BIC, en partenariat avec le Crédit agricole), et Espírito Santo Sociedade de Investimentos (ESSI, en partenariat avec la banque suisse UBS et la banque belge KBC Bank). En 1990, elle acquiert la Companhia de Seguros Tranquilidade (assurances). En 1992, la banque se développe sur le marché espagnol. En 2000, l'agence de notation Moody's hausse la note de dette à long terme à A1, tout en maintenant sa stabilité financière à C+.
Depuis 2007, la BES est le sponsor de Cristiano Ronaldo, alors au Real Madrid. En septembre 2011, la Banque de Développement de Chine injecte 300 millions de dollars dans le capital de la BES.
En juillet 2012, le groupe bancaire panafricain Ecobank signe un partenariat avec la BES pour favoriser son développement en Afrique.

### 2014: faillite, restructuration
Fin mai 2014, des irrégularités comptables sont constatées au sein du holding luxembourgeois. Dans le même temps, Rioforte, un autre holding luxembourgeois du groupe, requiert d'être redressé immédiatement. Ces événements provoquent le départ précipité de Ricardo Salgado, PDG de la BES. En juillet 2014, Espirito Santo International, qui détient 20 % de Banco Espirito Santo, se déclare en faillite et vend les activités suisses du Banco Espirito Santo à la banque suisse Compagnie bancaire helvétique (CBH) pour un montant inconnu,.
Début août 2014, la banque est confrontée à une perte de 3,57 milliards d'euros. Le Portugal débloque 4 milliards d'euros pour sauver la banque. Il est décidé que la banque soit scindée en deux branches, afin d'isoler les actifs toxiques de la banque. La nouvelle structure réunissant les actifs sains est baptisée Novo Banco et sa gestion est sous contrôle du fonds de résolution des banques portugaises. Novo Banco est dotée d'un capital de 4,9 milliards de dollars : 4,4 milliards proviennent de l'Etat portugais, 500 millions proviennent du fonds de résolution. Il est prévu de revendre Novo Banco à l'un de ses 17 actionnaires majoritaires une fois la nouvelle banque opérationnelle (un des critères de choix du repreneur étant qu'il n'ait pas été actionnaire de la BES dans les deux dernières années), ceci pour que l'Etat portugais puisse récupérer les 3,9 milliards d'euros avancés pour sauver la banque. Les pouvoirs publics portugais confient à BNP Paribas les opérations de sélection du repreneur.
Le 13 septembre 2014, un mois après la création de la Novo Banco, l'administration de la nouvelle banque - nommément Vitor Bento (président), Jose Honorio (vice-président) et Joao Moreira Rato (directeur financier) - démissionne, expliquant que la nouvelle structure avait été stabilisée et qu'il était temps de passer le relais à une nouvelle direction.
La partie "toxique" de la banque (bad bank) reste aux mains de ses actionnaires, accusés d'avoir mis en péril l'économie de leur pays. Le Crédit Agricole, actionnaire de la banque, subit une perte de 708 millions d'euros. Goldman Sachs risque la perte de 835 millions d'euros que la banque américaine avait prêté à la BES avant la scission et la mise en liquidation de cette dernière.

### Mise en vente
En septembre 2015, le Portugal reporte la vente de Novo Banco à la suite de propositions des groupes chinois Anbang et Fosun, et de l'américain Apollo qu'il juge trop faible, tout en précisant que le processus de vente devrait reprendre fin 2015 ou début 2016. La banque du Portugal a enregistré cinq offres vendredi 6 octobre 2016, sans préciser leur identité. La presse locale évoque cependant les banques portugaises BPI et BCP, le fonds d'investissement LoneStar et Apollo/Centerbridge. Le 18 octobre 2017 est finalisée la vente de 75 % du capital au fonds de pension texan Lone Star Funds.
La banque reçoit une nouvelle aide de l’État portugais en 2019, d'un montant de 1,9 milliard d'euros.
En juin 2025, le fonds Lone Star Funds annonce la vente de sa participation de 75 % à BPCE.

## Activités
Banco Espírito Santo était la deuxième plus grande banque portugaise cotée en bourse, avec une capitalisation boursière de 1 000 M € au 1er août 2014 et le neuvième plus grand contributeur à l'indice PSI-20. BES était la deuxième plus grande institution financière privée au Portugal en termes d'actifs nets (80 700 M € en mars 2011), avec une part de marché moyenne de 20,3 % au Portugal et 2,1 millions de clients.
En septembre 2014, à la suite de sa restructuration, la banque dispose de 72,5 milliards d'euros d'actifs nets, dont 25,1 milliards d'euros de dépôts de clients, et 43,8 milliards d'euros en portefeuille de crédits. Cela en fait la 3e banque du pays. La compagnie d'assurance Tranquilidade, ancienne propriété de la BES, fait maintenant partie de la Novo Banco, bien que cette dernière cherche à s'en défaire.

## Direction
- PDG: Eduardo Stock da Cunha (depuis septembre 2014)[20]
- PDG: António Ramalho (depuis août 2016)[21],[22]